# A1 Fehéroroszország
A1 Fehéroroszország (belaruszul: Унiтарнае прадпрыемства «А1») a legnagyobb magán távközlési szolgáltató és a második legnagyobb mobilszolgáltató Fehéroroszországban. A vállalat IPTV szolgáltatást is nyújt VOKA márkanév alatt.
2019 augusztusáig a vállalat velcom márkanév alatt működött.

## Története

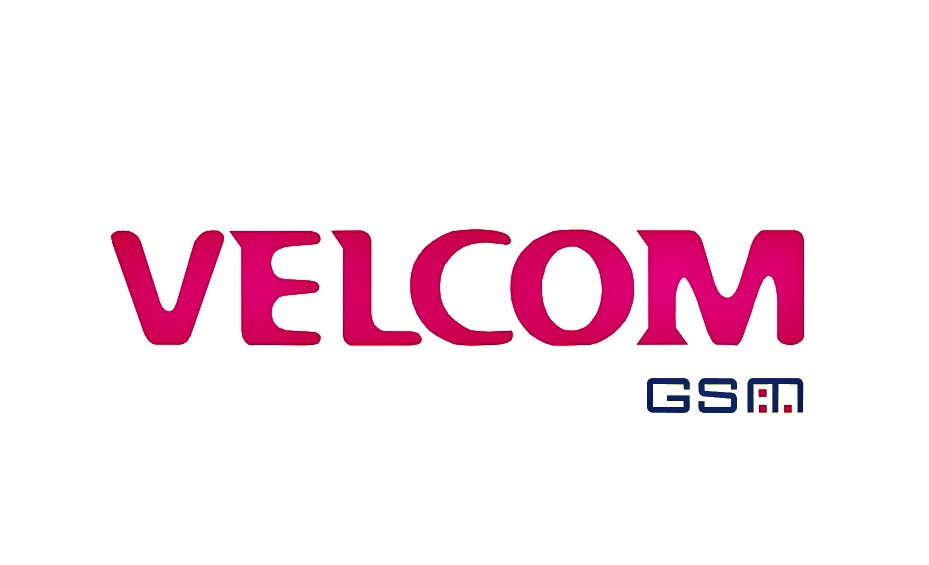
A cég logója a 2008-as márkaváltás előtt

A cég 1999. április 16-án kezdte meg tevékenységét mobilkommunikációs szolgáltatások és mobilkommunikációs eszközök értékesítése céljából, JV LLC Mobile Digital Communication néven. Ez volt az első GSM szolgáltató Fehéroroszországban.
2001. március 15-től már lehetett SMS-t fogadni és küldeni a hálózaton.

Velcom logó 2008-2019 között

2007 novemberében az A1 Csoport részévé vált. 2019-től pedig az A1 előfizetők belföldi áron internetezhetnek az A1 Csoport külföldi szolgáltatóinak hálózatain. 2019. április 8-án a vállalat márkaváltást jelentett és nem sokkal később a  velcom nevet leváltotta az A1.  2019 áprilisától az А1 előfizetők már a minszki metró összes alagútjában is tudták használni a mobilhálózatot, 2020 novemberében a hálózat elérhetővé vált a Zelenoluzhskaya vonalon is.
2019 augusztusában az А1 bemutatta sajátmárkás okostelefonját mely az А1 Alpha nevet kapta, 2020 júliusában pedig az А1 Alpha 20+ került bemutatásra.
2019. november 12-én az A1 részt vett a kommunikáció, az IT-technológiák és az 5G technológia fejlesztése terén folytatott együttműködés megerősítéséről szóló közös fehérorosz-osztrák nyilatkozat aláírásában. Az A1 az 5G nemzetközi szabványoknak megfelelő frekvenciakiosztást kért, és jelenleg is fejleszti az 5G hálózatát. 2020. május 22-én az A1 tesztüzembe hozta Fehéroroszország első 5G hálózatát. 2020. május 25-én történt az első hívás Fehéroroszország és a FÁK között az 5G hálózaton.

## VOKA
Az A1 IPTV szolgáltatása VOKA márkanév alatt érhető el és 142 csatornát tartalmaz ebből 60 HD csatorna. A VOKA változatos interaktív funkciókkal rendelkezik: szüneteltetés, gyors előre- és visszatekerés, TV-műsorok archívuma, valamint a megtekintés egy másik eszközön történő folytatása. 
A VOKA online streaming szolgáltatást is biztosít melyen többek között nézhetőek a The Walt Disney Studios, Warner, Marvel, FOX filmjei és sorozatai.

## Statisztikák
| Év   | Bevételek, millió € | EBITDA, millió € | EBITDA margin | Működési bevétel, millió € | Capex |
| ---- | ------------------- | ---------------- | ------------- | -------------------------- | ----- |
| 2011 | 260,9               | 106,6            | 40,9%         | −255,2                     | 44,9  |
| 2012 | 301,2               | 124,4            | 41,3%         | 29,5                       | 43,7  |
| 2013 | 331,7               | 155,9            | 47,0%         | 71,6                       | 34,0  |
| 2014 | 355,0               | 172,4            | 48,6%         | 82,2                       | 48,5  |
| 2015 | 332,2               | 163,7            | 49,3%         | 86,6                       | 66,1  |
| 2016 | 321,0               | 151,5            | 47,2%         | 87,8                       | 73,7  |
| 2017 | 390,5               | 181,3            | 46,4%         | 123,1                      | 47,1  |
| 2018 | 389,3               | 163,8            | 42,1%         | 87,6                       | 49,7  |
| 2019 | 426,1               | 190,9            | 44,8 %        | 100,7                      | 105,1 |
| 2020 | 402,6               | 172,8            | 42,9 %        | 109,3                      | 26,8  |
| 2021 | 419,6               | 180,5            | 43,02 %       | 122,4                      | 40,4  |
| 2022 | 460,8               | 218,8            | 47,5 %        | 155,5                      | 38,6  |
| 2023 | 442,2               | 191,9            | 43,4 %        | 138,7                      | 25,3  |

## Társadalmi felelősségvállalás

### Hátrányos helyzetűek támogatása
Az A1 2015 óta támogatja az autista embereket. 2016 óta az A1 részt vesz az évente április 2-án megrendezett Light It Up Blue kampányban, amely az autizmussal élők támogatását célozza meg.
2023. augusztus 20-án az A1 sport- és zenei jótékonysági fesztivált tartott a minszki Dinamo stadionban. A rendezvényt követő különböző sporttevékenységekben résztvevőknek köszönhetően az A1 tudta támogatni a Fogyatékos Gyermekek Rehabilitációs Köztársasági Központját hogy betudjanak szerezni csúcstechnológiás innovatív diagnosztikai berendezéseket.
2020. június 23-án az A1 elindította a „100 óra az А1-gyel” jótékonysági sportakciót.  Az akció eredményeit követően az A1 pénzügyi támogatást nyújtott a Republikánus Gyermekpalliatív Orvosi Klinikai Központnak. 
2021. június 1-jén elindult a kampány második évada, amely az ökológia témájához kapcsolódik. Az A1 az akció eredményeként 50 000 rubelt utalt át az SOS-Gyermekfalvak Nemzetközi Közszervezetének. Az elkülönített forrásból 300 napelemet és egy léghőszivattyút szereltek fel a Mogilev SOS-Gyermekfaluban.

### AFehérorosz nyelvés kultúra támogatása
2019-ig több mint 20 filmet fordítottak le és szinkronizáltak fehérorosz nyelvre. Több mint 50 000 néző élvezhette ezeket a fehérorosz nyelvű filmeket az ország több mint 60 mozijában.
2018-2019-ben az A1 létrehozott egy szociális és oktatási projektet mely középiskolás diákok számára segített a fehérorosz nyelvű kommunikációban. A projektben országszerte 230 oktatási intézményből több mint 800 középiskolás vett részt. 
2020. júniusában került megrendezésre a „Napenergia a zöld iskolákért” verseny, az A1 ökológiai projektje a Fehérorosz Köztársaság Természeti Erőforrás- és Környezetvédelmi Minisztériumával illetve a Fehérorosz Köztársaság Oktatási Minisztériumával együttműködve az ENSZ fehéroroszországi fejlesztési programján belül. A verseny eredményeként 7 „zöld iskolát” választottak ki, minden fehérorosz régióból és Minszkből ahova napelemeket telepítettek.

### Az A1 munkája aCOVID-19 világjárványidején
2020 márciusában az A1 elindította a #оставайсяонлайн (#stayonline) kezdeményezést, hogy támogassa előfizetőit.
A cég a járvány kitörése óta több kórháznak nyújtott pénzügyi segítséget, az egészségügyi szakembereket okostelefonnal és ingyenes ügyeleti mobilkommunikációval látta el. A vállalat ingyenesen hívhatóvá tette az Egészségügyi Minisztérium forródrótját a koronavírus-fertőzés idején.

### #яонлайн - #iamonline
2020 októberében az А1 elindította a #яонлайн nevű önkéntes projektjét melynek célja, hogy segítséget nyújtson azoknak az embereknek akik az internet magabiztos felhasználóivá szeretnének válni.

### UNOVIS100
2019 októberében az A1 a Fehérorosz-Zsidó Kulturális Örökség Központjával és a Vicebszki Népművészeti Főiskola Történeti Múzeumával közösen elindította az #UNOVIS100 projektet az UNOVIS művészeti egyesület fennállásának 100. évfordulója tiszteletére. 2020. február 15-én a Fehérorosz Nemzeti Művészeti Múzeum megnyitotta a szuprematista művész, Lazar Khidekel első fehéroroszországi kiállítását „100 év múlva is megértenek minket" címmel.